# Cementiri de Sitges
Cementiri de Sitges (Garraf) és una obra inclosa a l'Inventari del Patrimoni Arquitectònic de Catalunya.

## Descripció
El cementiri municipal de Sitges està situat a la part posterior de l'ermita de Sant Sebastià. És de planta irregular i combina les sepultures amb zones enjardinades. Hi ha nínxols, tombes i panteons familiars. Aquest monuments funeraris presenten en molts casos mostres molt interessants d'escultura, principalment d'estil vuitcentista i modernista.

## Història
L'antic cementiri de Sitges estava situat al baluard, al costat de l'església parroquial. L'any 1773 el Bisbe de Barcelona, en ocasió d'una visita a la vila, va decidir el trasllat del cementiri a un altre emplaçament. Després d'uns anys, la construcció del nou cementiri va esdevenir una necessitat immediata en ser promulgat, el desembre del 1813, una ordre de la Regència del Regne que prohibia la construcció de cementiris a l'interior de les poblacions. Tot seguit es van realitzar les obres i el 23-2-1814 es va beneir el nou recinte. A partir dels últims anys del segle xix i al llarg del segle XX s'hi ha anat efectuant diverses obres de remodelació i engrandiment. En l'actualitat, el cementiri ha quedat petit; el 1974 es va fer el projecte per un de nou, però les obres es troben encara en una fase molt endarrerida.
Entre les persones conegudes enterrades hi ha:
- Arcadi Mas i Fondevila (Gràcia, Barcelona, 1852 – Sitges, 1934), pintor i dibuixant, fundador de l'Escola Luminista de Sitges
- Miquel Utrillo i Morlius (Barcelona, 1862 - Sitges, 1934), pintor, decorador, crític d'art
- Joaquim Sunyer i de Miró (Sitges, 1874 - Barcelona, 1956), pintor
- Pere Jou i Francisco (Gràcia, Barcelona, 1891 – Sitges, 1964), escultor
- Alfred Sisquella i Oriol (Barcelona, 1900 – Sitges, 1964), pintor
- José Zamora Vaxeras (Madrid, 1889 - Sitges, 1971), pintor, dissenyador de moda i escriptor
- Emili Grau i Sala (Barcelona, 1911 — 1975), pintor
- Ángeles Santos Torroella (Portbou, Alt Empordà, 1911 – Madrid, 2013), pintora

## Galeria

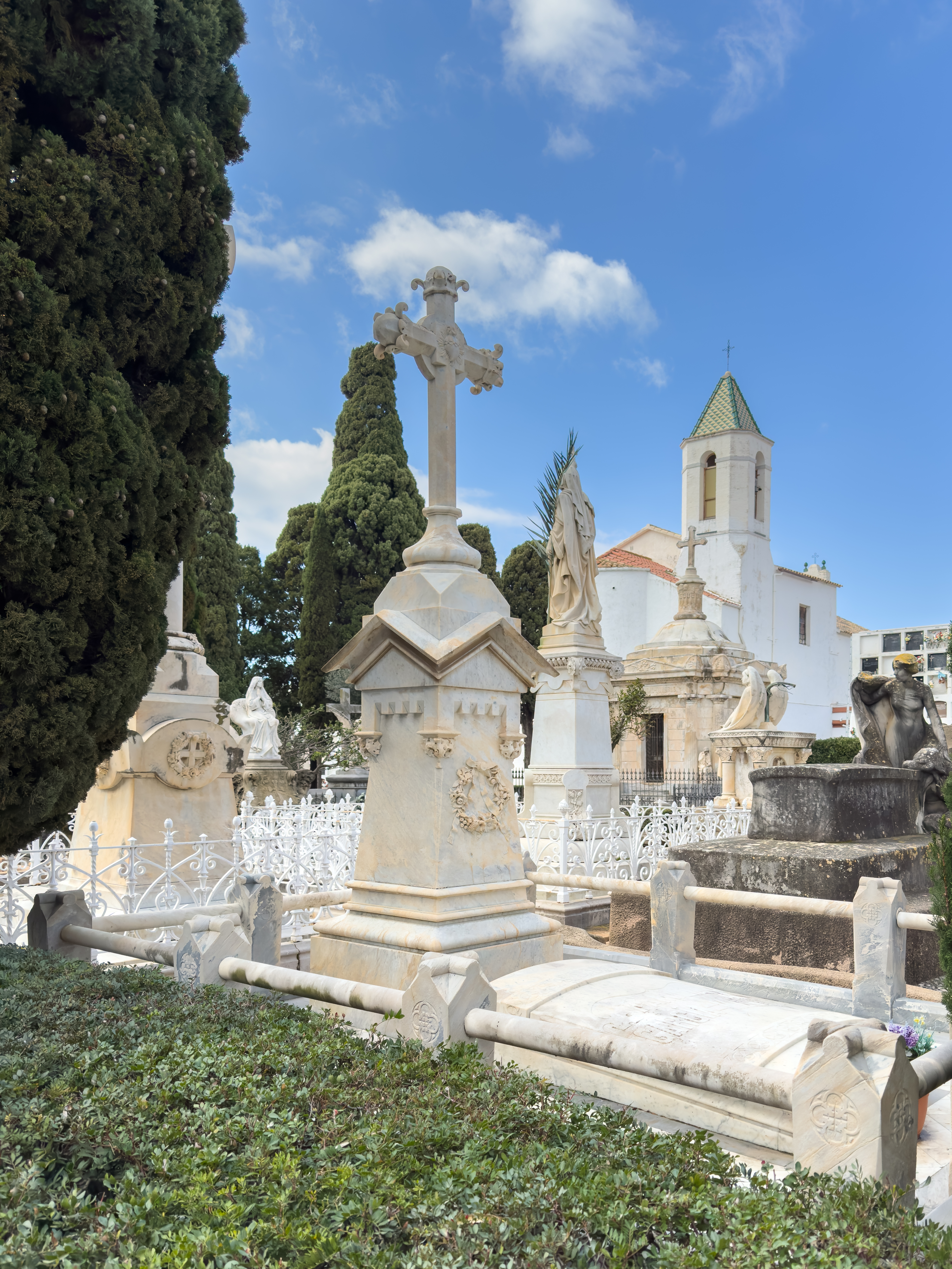
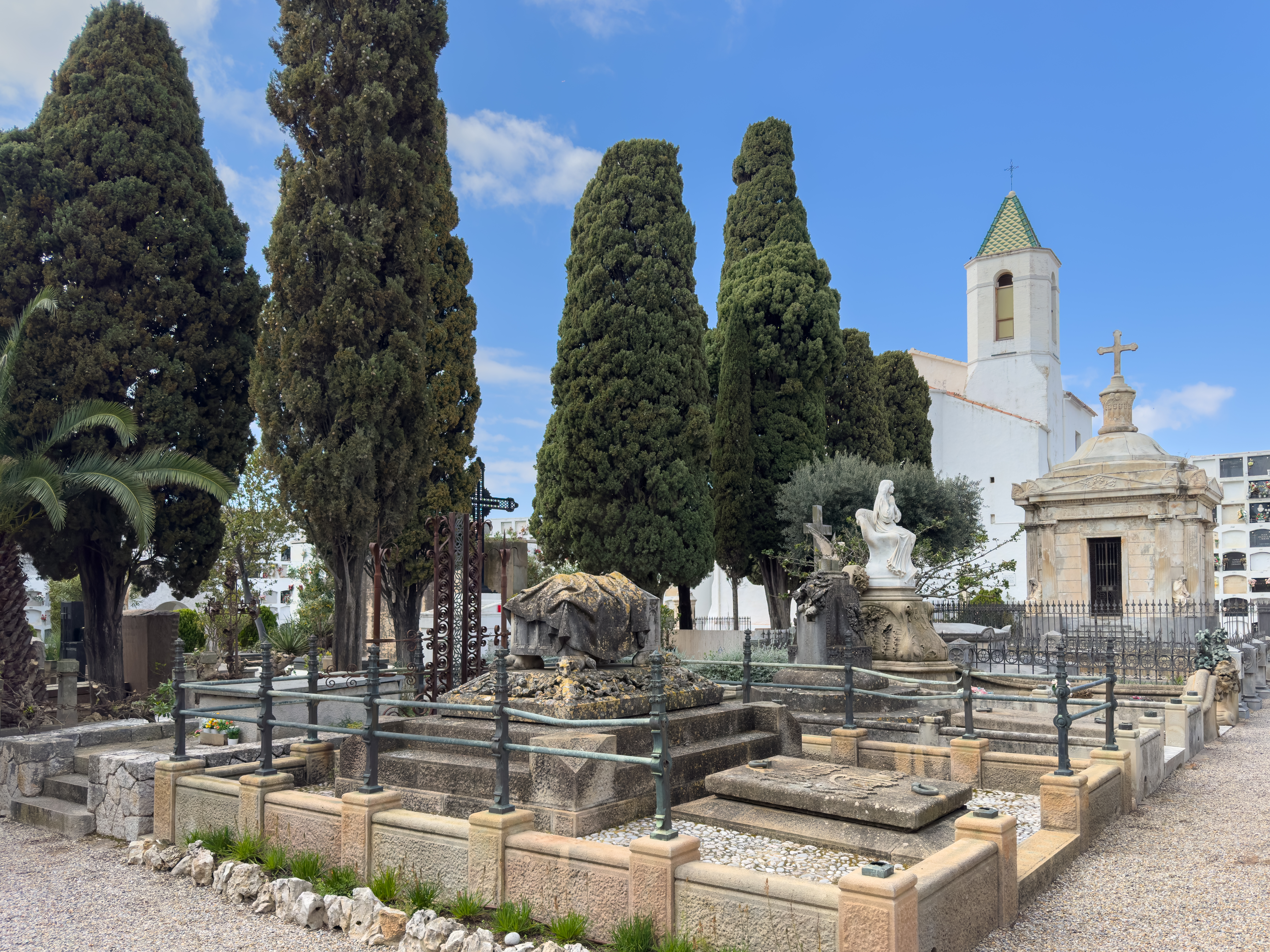
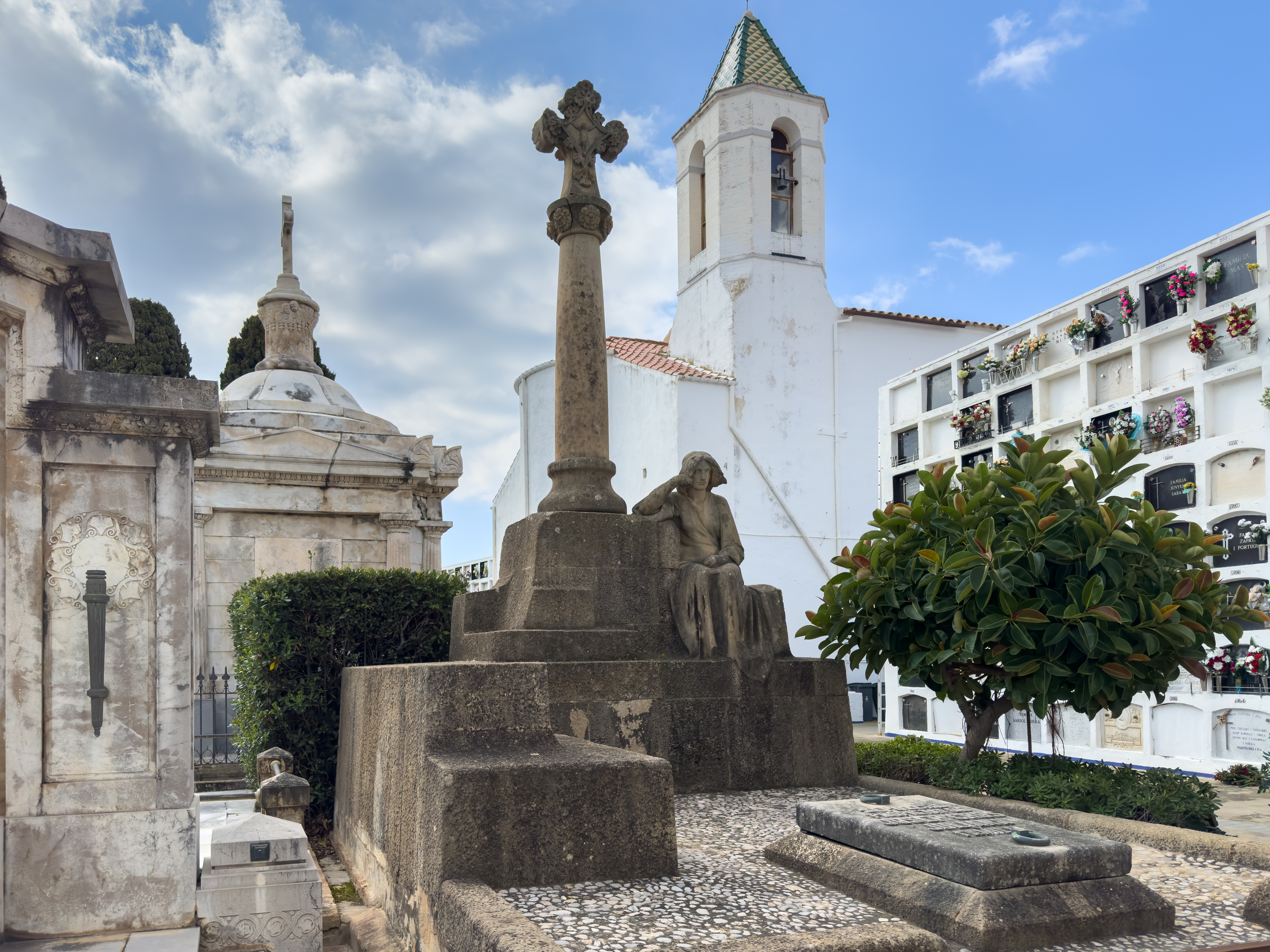
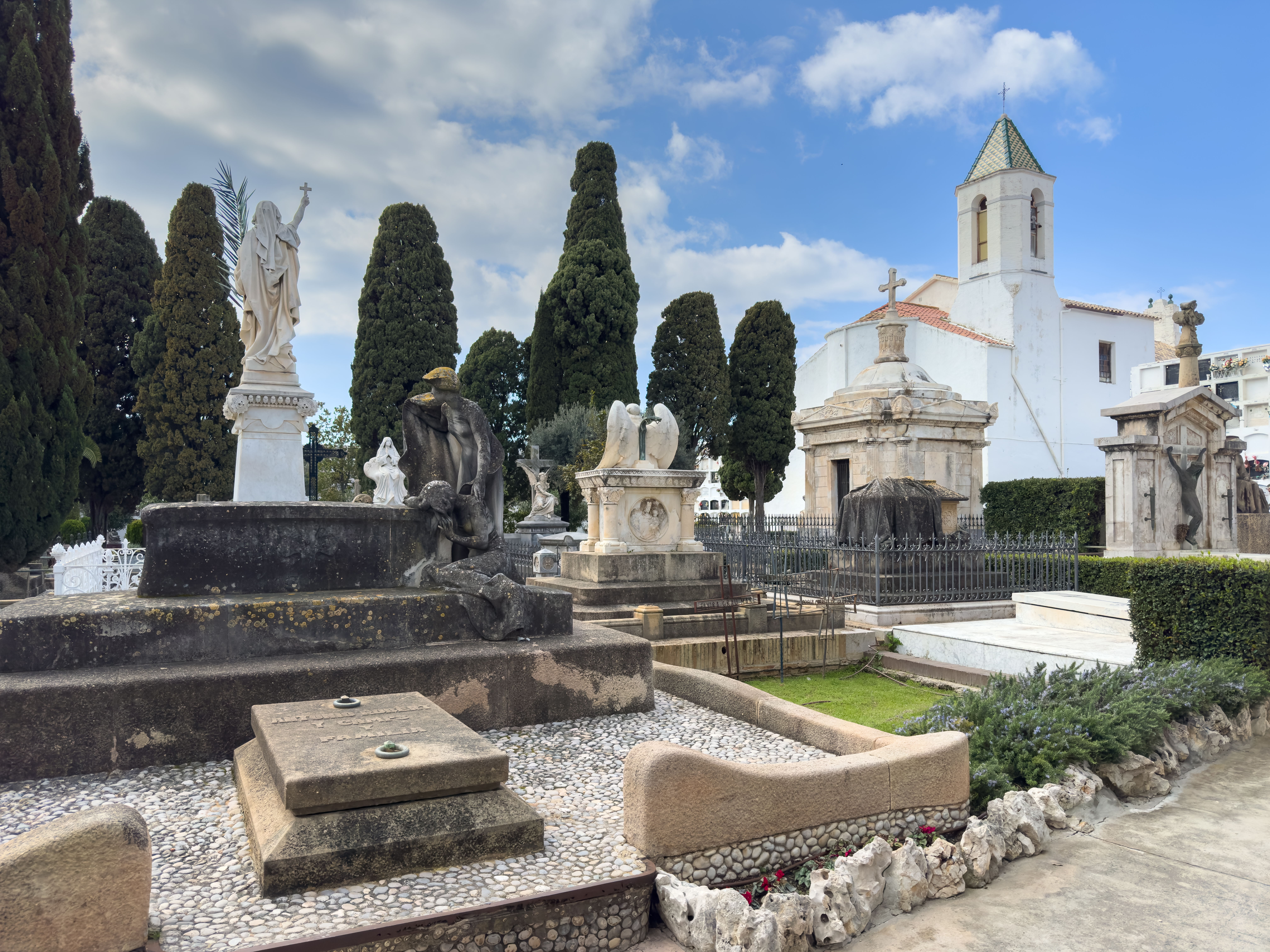
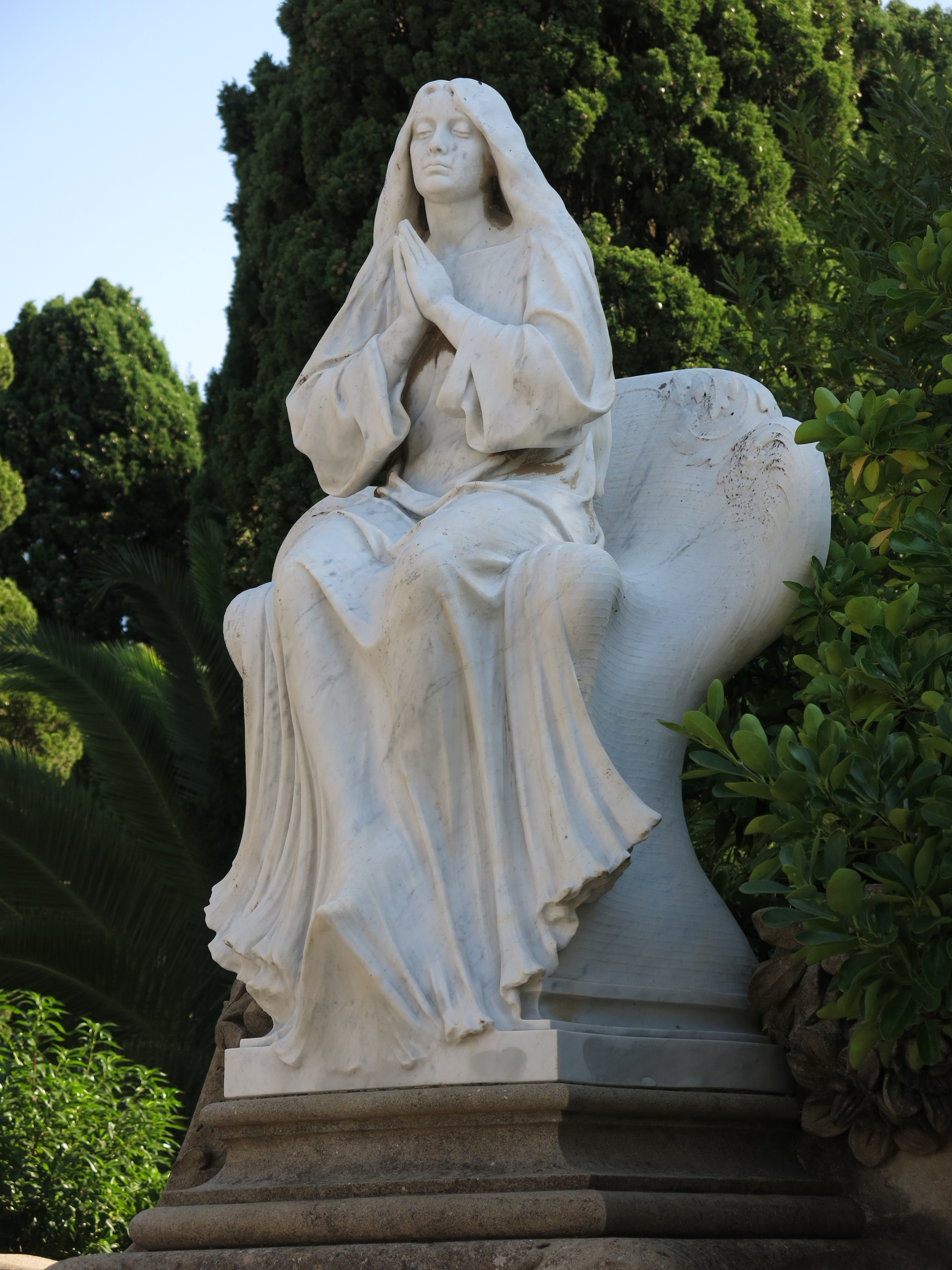
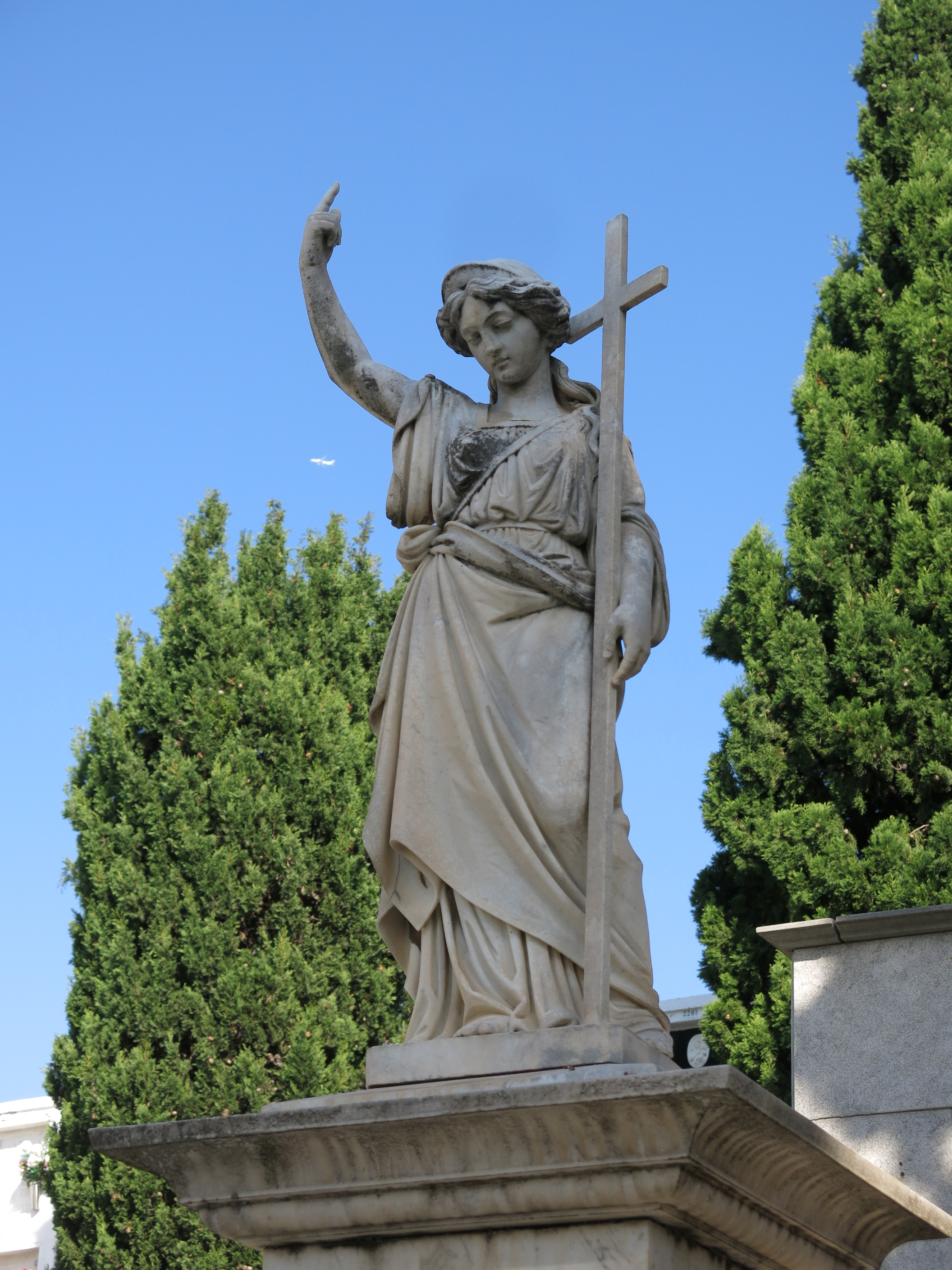
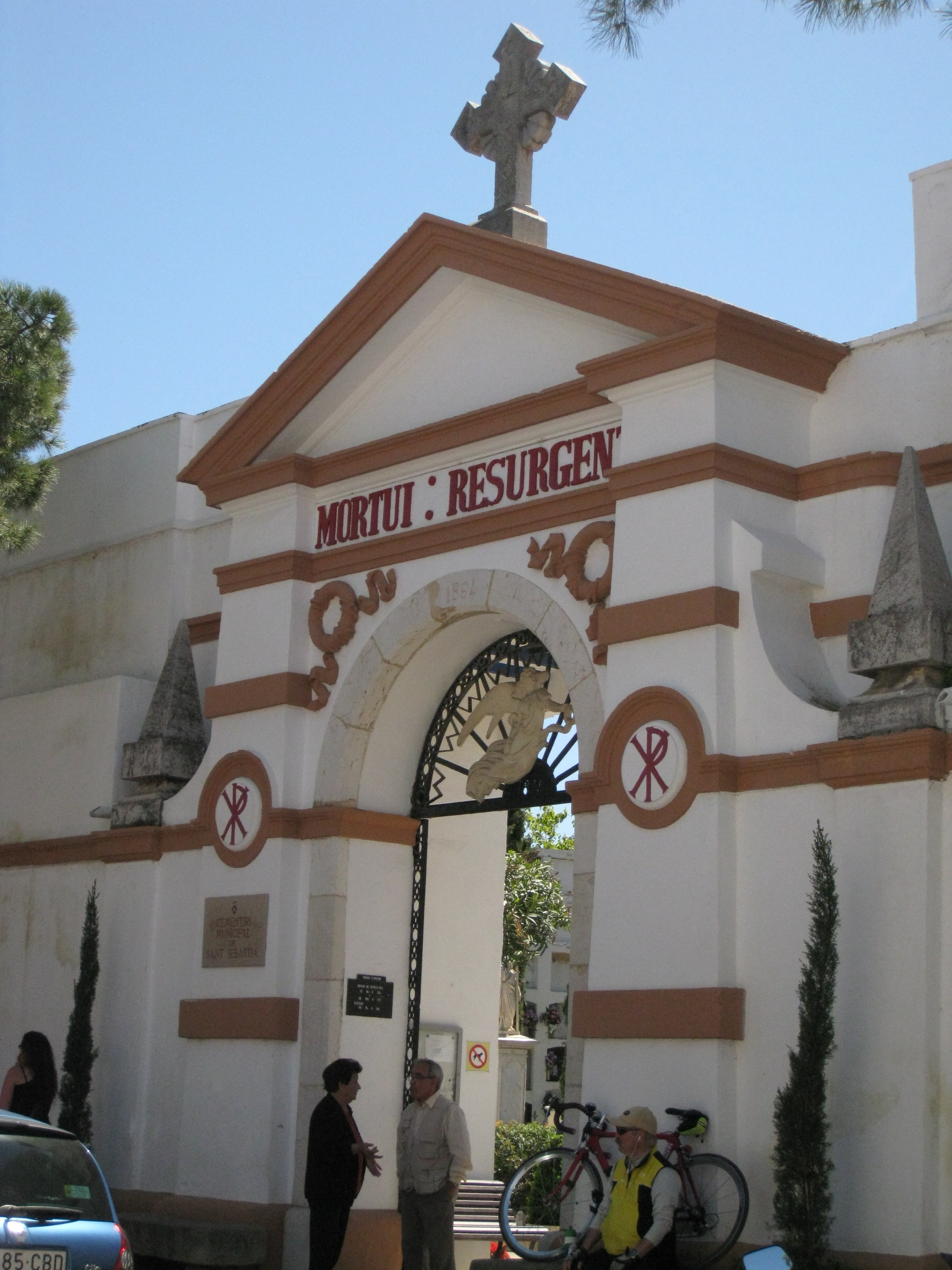
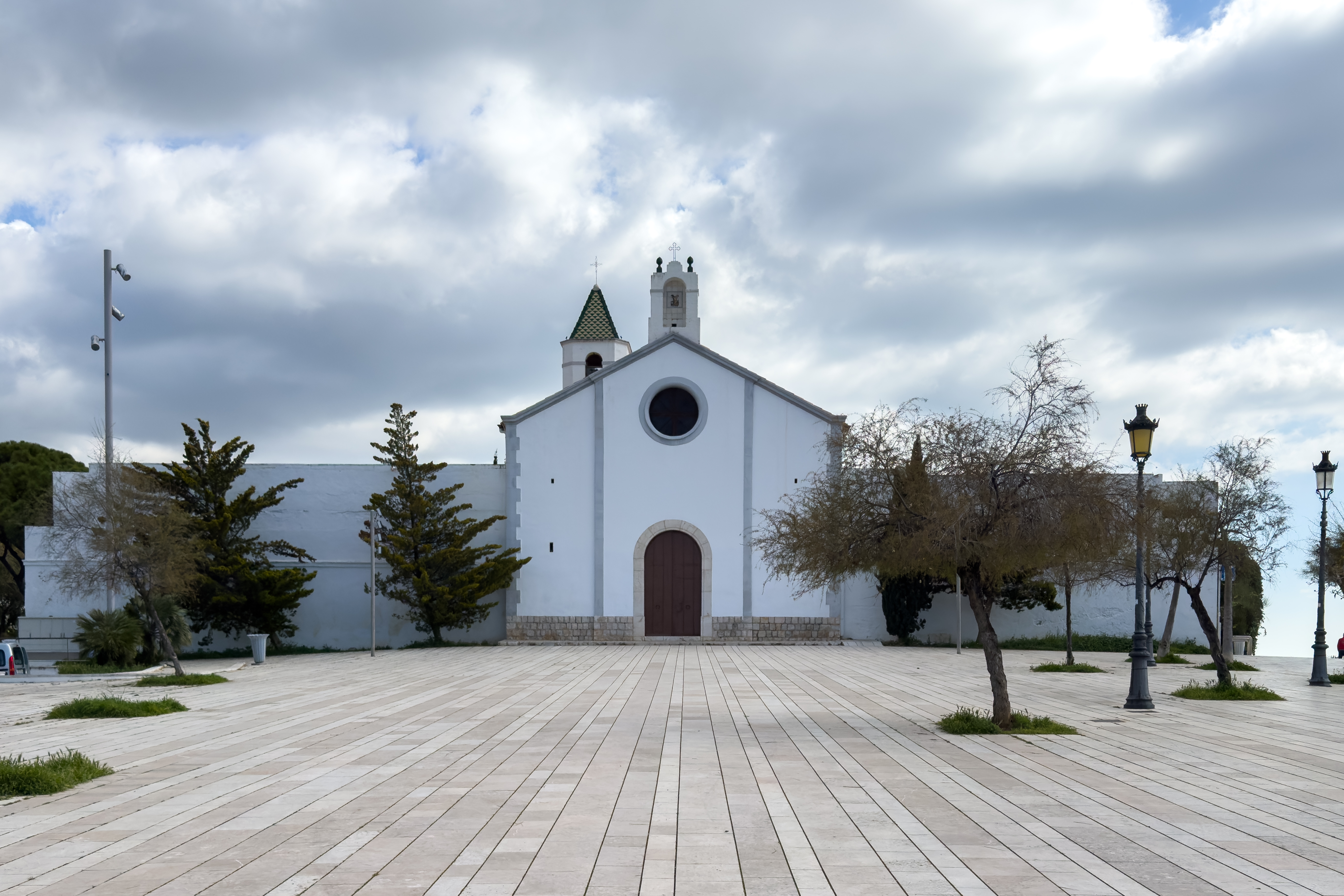
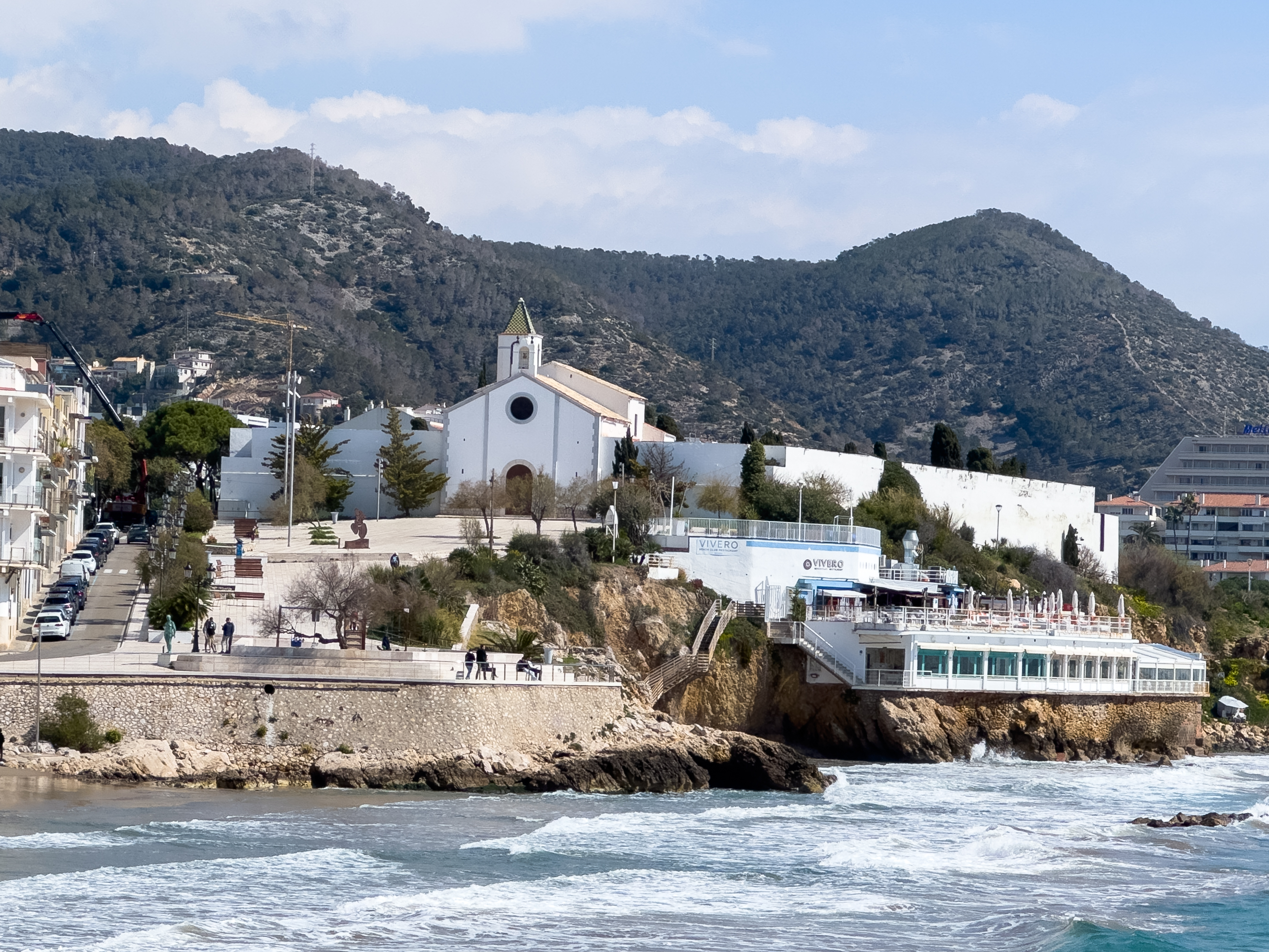